# Favara (Espanha)
Favara é um município da Espanha, na província de Valência, Comunidade Valenciana. Tem 9,4 km² de área e em 2021 tinha 2 563 habitantes (densidade: 272,7 hab./km²). Pertence à comarca da Ribera Baixa e limita com os municípios de Alzira, Cullera, Llaurí e Tavernes de la Valldigna.